# Погром в Перемишлі
Погром в Перемишлі — масове побиття заарештованих за звинуваченням в русофільстві жителів округи Перемишля, яке відбулося 15 вересня 1914 року.

## Передісторія
З початком Першої світової війни уряд Австро-Угорщини провів масові арешти реальних або потенційних прихильників Росії, перш за все галицьких і буковинських русинів (українців), які дотримувалися загальноросійської самоідентифікації (москвофілів). Арешти супроводжувалися кампанією ненависті і шпигуноманією в пресі, що періодично призводило до лінчування.

## Погром
Група селян та сільської інтелігенції була заарештована в ряді сіл Перемишльського повіту та була конвоювана через Перемишль. Під час проходу конвою через місто група військових (імовірно угорських гонведів) і жителів міста, які приєдналися до них, розпочала побиття, яке переросло в різанину. З 46 учасників конвою 44 було вбито, двоє вижили — вони були поранені і прийняті за мертвих. Ніхто з учасників погрому не поніс покарання.

## Наслідки
Про погром вперше було голосно заявлено після взяття міста російською армією, був проведений молебень в пам'ять жертв. У 1920-ті роки обговорювалося питання про будівництво пам'ятника, проте він був побудований лише в 1935 році — зусиллями русофільських організацій міста і округи. Тоді ж жертви погрому були перепоховані на Головному цвинтарі Перемишля.